# Ángel Garachana Pérez
Monsenhor Ángel Garachana Pérez (Barbadillo de Herreros, Burgos, Espanha, 3 de setembro de 1944) é um bispo católico de origem espanhola que exerce seu ministério episcopal na diocese de San Pedro Sula em Honduras.
Seus pais eram Calixto Garachana Cuñado e Joaquina Pérez.